# صاروخ بالستي

تسلسل إطلاق صاروخ مينتمان-3 الباليستي المزود برؤوس متعددة قابلة لإعادة الدخول (MIRV):الإطلاق: ينطلق الصاروخ من قاذفته الأرضية بإشعال محرك الدفع للمرحلة الأولى (A).
بعد حوالي 60 ثانية: تنفصل المرحلة الأولى، ويشتعل محرك المرحلة الثانية (B). في هذه المرحلة، يتم أيضًا التخلص من الغلاف الواقي للصاروخ (E).
بعد حوالي 120 ثانية: يشتعل محرك المرحلة الثالثة (C) وينفصل عن المرحلة الثانية.
بعد حوالي 180 ثانية: ينتهي دفع المرحلة الثالثة، وتنطلق المركبة اللاحقة للدفع (D) (Post-Boost Vehicle) من الصاروخ.
مناورة المركبة اللاحقة للدفع: تقوم المركبة بالمناورة بدقة، وتتهيأ لنشر المركبات القابلة لإعادة الدخول (RVs).
النشر: يتم إطلاق المركبات القابلة لإعادة الدخول (وهي مزوّدة برؤوس نووية)، بالإضافة إلى وسائل خداع مثل الأهداف الوهمية وقطع التشويش (chaff).
7) إعادة الدخول: تدخل المركبات القابلة لإعادة الدخول، ومعها الخدع، الغلاف الجوي بسرعات هائلة.
8) الانفجار النووي: تنفجر الرؤوس النووية عند وصولها إلى أهدافها.

اَلصَّارُوخُ الْبَالِسْتِيُّ أو الصاروخ القوسي أو القذيفة التسيارية هو سلاح يُستخدم لإيصال الرؤوس الحربية إلى أهداف محددة عبر مسار مقذوف. يعتمد هذا النوع من الصواريخ على الدفع لفترة قصيرة فقط عند الإطلاق، بينما يقطع الجزء الأكبر من رحلته دون محرك. وتبقى الصواريخ الباليستية قصيرة المدى عادةً ضمن الغلاف الجوي للأرض، في حين أن الصواريخ الأبعد مدىً، مثل الصواريخ الباليستية العابرة للقارات، تغادر الغلاف الجوي وقد تصل إلى مدار كامل حول الأرض. وتختلف الصواريخ الباليستية عن صواريخ كروز، إذ إن الأخيرة تعتمد على التوجيه الديناميكي الهوائي طوال فترة طيرانها المزوّد بالطاقة، مما يجعلها محصورة ضمن الغلاف الجوي.
شهد العالم أكبر هجوم بصواريخ باليستية في التاريخ في 1 أكتوبر 2024، عندما أطلق الحرس الثوري الإيراني حوالي 200 صاروخ على إسرائيل، من مسافة تقارب 1,500 كيلومتر. وصلت الصواريخ إلى أهدافها بعد حوالي 15 دقيقة من الإطلاق. ويُعتقد أن إيران استخدمت صواريخ من طراز فتح-1 وخيبر، وكلاهما يمتلك مدى يبلغ نحو 1,400 كيلومتر.

## تاريخ
أحد أوائل الصواريخ الباليستية الحديثة كان الصاروخ A-4، المعروف باسم في-2 (V-2)، الذي طوّرته ألمانيا النازية في ثلاثينيات وأربعينيات القرن العشرين تحت إشراف الفيزيائي الالماني فيرنر فون براون. أُجري أول إطلاق ناجح لصاروخ V-2 في 3 أكتوبر 1942، وبدأ استخدامه العملياتي في 6 سبتمبر 1944 ضد باريس، تلاه هجوم على لندن بعد يومين. وبحلول نهاية الحرب العالمية الثانية في أوروبا في مايو 1945، كانت ألمانيا قد أطلقت أكثر من 3,000 صاروخ V-2. إضافة إلى استخدامه كسلاح، أصبح صاروخ V-2 أول جسم من صنع الإنسان يصل إلى الفضاء الخارجي، وكان ذلك في 20 يونيو 1944 عندما أُطلق بشكل عمودي. أما أول صاروخ باليستي عابر للقارات في التاريخ فكان R-7 سيموركا السوفييتي.
خلال خمسينيات وستينيات القرن العشرين، شهد مدى الصواريخ الباليستية تطورًا كبيرًا وسريعًا، ففي عام 1949 بلغ مدى صاروخ R-2 السوفييتي نحو 550 كيلومترًا، ثم ارتفع إلى 1,200 كيلومتر مع صاروخ R-5 عام 1955، ليصل إلى 8,000 كيلومتر مع صاروخ R-7 سنة 1957، ثم إلى 13,000 كيلومتر مع صاروخ R-9 عام 1961. وبحلول عام 1965، حقق صاروخ R-36O مدى كوكبي.
تتمتع الصواريخ الباليستية بأهمية استراتيجية بالغة نظرًا لقدرتها على حمل رؤوس نووية والمسافات البعيدة التي يمكنها قطعها. ففي عام 1959، دخل صاروخ أطلس الخدمة كأول صاروخ أمريكي عابر للقارات مخصص للأغراض الاستراتيجية، بمدى يصل إلى 11,000 كيلومتر، وهو ذاته الصاروخ الذي استُخدم لاحقًا في برنامج ميركوري الفضائي.
وفي عام 1960، أُطلق الصاروخ الأمريكي بولاريس من غواصة حربية. ورغم أن مداه لا يتجاوز 2,000 كيلومتر، إلا أنه يُصنّف كصاروخ استراتيجي نظرًا لإمكانية إطلاقه من مواقع قريبة من العدو، ما يمنحه أهمية عسكرية كبيرة.
وخلال سبعينيات وثمانينيات القرن العشرين، لم تعد مسألة مدى الصواريخ الاستراتيجية تمثل تحديًا، إذ باتت قادرة على الوصول إلى أي نقطة داخل أراضي العدو. ونتيجة لذلك، ركزت الأبحاث على تطوير خصائص أخرى مثل دقة التوجيه، بهدف استهداف المنشآت المحصنة مثل قواعد إطلاق الصواريخ، حتى باستخدام رؤوس نووية محدودة التأثير. وبحلول الثمانينيات، وصلت دقة بعض هذه الصواريخ إلى 200–300 متر.
ولتقليل احتمالية تدمير الصواريخ قبل إطلاقها، جرى تصغير حجمها وزيادة حركيتها، ما سمح بتركيبها على منصات متنقلة مثل القطارات والشاحنات. كما أصبحت منصات الإطلاق الثابتة أكثر تحصينًا بفضل تصغير حجم الصواريخ.
وبسبب ارتفاع تكلفة إنتاج الصواريخ وبالنظر إلى مبدأ التدمير الشامل المتبادل الذي كان يهيمن على التفكير الاستراتيجي آنذاك، فقد زُوّدت بعض الصواريخ بما يصل إلى 13 رأسًا نوويًا منفصلًا، ضمن أنظمة حمل متعددة.
ورغم التقدم السريع في مجال الصواريخ الاستراتيجية، استمر العمل على تصميم الصواريخ الباليستية التكتيكية ولكن بوتيرة أبطأ. وفي عام 1988، حظرت المعاهدة الأمريكية-السوفيتية بشأن الأسلحة النووية متوسطة المدى (INF Treaty) امتلاك صواريخ أرض-أرض، سواء النووية أو التقليدية، التي يتراوح مداها بين 500 و5500 كيلومتر، ما أدى إلى وقف إنتاج هذا النوع من الصواريخ في البلدين.
ومع ذلك، واصلت دول مثل باكستان والهند وإسرائيل وإيران وكوريا الشمالية تطوير صواريخ باليستية متوسطة المدى، ولكن في إطار استراتيجياتها الدفاعية الخاصة.

## التصنيفات
الصواريخ البالستية التكتيكية والاستراتيجية، المعروفة أيضاً بالصواريخ القوسية، تُستخدم عادة لوصف القذائف الصاروخية، بينما لا يُطلق هذا الاسم عادة على الصواريخ الأخرى مثل الصواريخ المضادة للدروع أو الطائرات أو السفن. هذا التصنيف بين تكتيكي واستراتيجي يعتمد على السياسة الدفاعية للدولة المالكة لهذه الصواريخ.

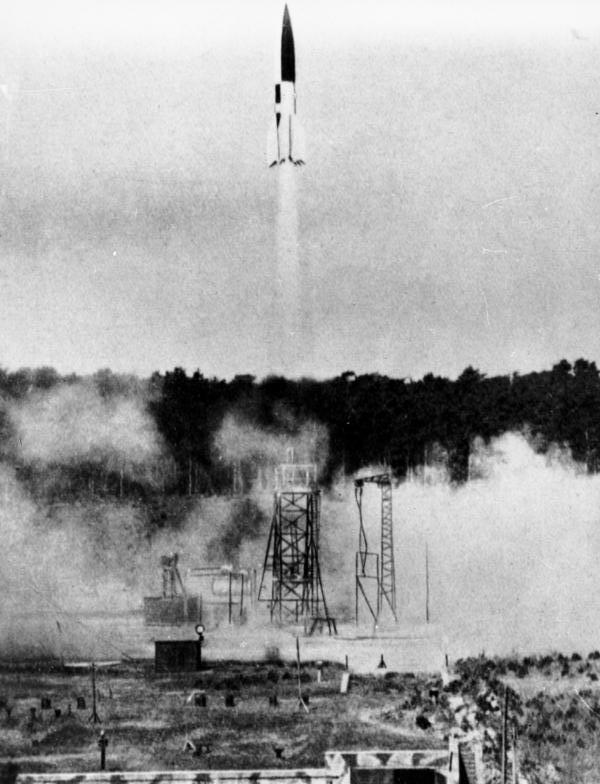
إطلاق صاروخ فاو-2 من منصة إطلاق تجريبية في بينمونده على ساحل البحر البلطيقي في 21 يونيو 1943. وبعد انهيار الرايخ الثالث، خضع كل من موقع بينمونده وموقع تصنيع دورا-نوردوزين لتحقيقات مكثفة أجرتها المخابرات الأمريكية والسوفيتية.

يُستخدم الصاروخ التكتيكي لتوسيع القدرات الهجومية للقوات المسلحة بما يتجاوز نطاق المدفعية التقليدية، وعادةً ما يكون مداه ضمن بضع مئات الكيلومترات ويحمل رأساً تقليدياً. أما الصاروخ الاستراتيجي فهو سلاح يُستخدم عادة للردع، وغالباً ما يكون مزوداً برأس حربي غير تقليدي، خاصة نووي. يتيح هذا النوع من الصواريخ للدول إمكانية ضرب أهداف بعيدة دون الحاجة لتدخل مباشر من القوات المسلحة، مما يقلل من خطر الاعتراض.
غالباً ما يُشار إلى الصاروخ البالستي الاستراتيجي المزود برأس نووي بلفظ «الصاروخ البالستي» فقط، نظراً للدلالات السياسية والاجتماعية الكبيرة المرتبطة به بعد الحرب العالمية الثانية.
يمكن تصنيف الصواريخ البالستية حسب المدى كما يلي:
- الصواريخ البالستية قصيرة المدى (SRBM - Short Range Ballistic Missile)، أو الصواريخ التكتيكية، التي يتراوح مداها بين 150 و300 كيلومتر، مثل: الإسكندر، بلوتون، سكود.
- الصواريخ متوسطة المدى (MRBM - Medium Range Ballistic Missile)، بمدى يتراوح بين 1000 و3000 كيلومتر، مثل: شهاب 3، نودونغ 1، أريحا 2.
- الصواريخ ذات المدى الوسيط (IRBM - Intermediate Range Ballistic Missile)، التي تمتد من 2400 إلى 6400 كيلومتر، مثل: إس-3، إس إس-20.
- الصواريخ بعيدة المدى أو العابرة للقارات (ICBM - InterContinental Ballistic Missile)، التي يغطي مداها بين 6000 و13000 كيلومتر، مثل: توبول إم، بيسكيبَر، إس إس-18.

وعندما تُطلق هذه الصواريخ من غواصات، يُطلق عليها صواريخ بالستية تُطلق من الغواصات (SLBM - Submarine Launched Ballistic Missile)، مثل: M45، بولاريس، بوسايدن.

## التصميم وطريقة العمل
يتشابه تصميم الصواريخ البالستية إلى حد كبير تصميم الصواريخ الفضائية. فعلى سبيل المثال، صُمم الصاروخ الفضائي ميركوري-ريدستون (الولايات المتحدة، 1961)، الذي حمل أوّل رائد فضاء أمريكي إلى الفضاء، بالاعتماد على تصاميم صواريخ فاو-2. كما أن الصاروخ الروسي زيميوركا، الذي أطلق القمر التجريبي سبوتنيك 1 عام 1957، ويُستخدم أحدث إصداراته حتى اليوم في صواريخ سويوز، هو في الأصل صاروخ بالستي عابر للقارات.
يتكوّن الصاروخ من طبقات متراكبة فوق بعضها البعض، حيث يحمل الطابق الأخير الحمولة التي تكون عادةً قنبلة واحدة أو عدة قنابل، أو نظم توجيه وتصويب.
أما الطبقات السفلى فهي مخصصة للدفع، وتحتوي على مزيج من المواد يسمى البروبرغول، الذي ينتج تفاعله كمية هائلة من الطاقة. كما تضم هذه الطبقات محرّكًا نفاثًا يوجّه هذا التفاعل لتوفير الدفع اللازم لتحريك الصاروخ.

### مراحل الطّيران والمسار
يمر مسار الصواريخ البالستية عبر الغلاف الجوي ويدخل الفضاء—الذي تم تحديد حدوده باتفاق عند ارتفاع 100 كم—لكنها لا تصل إلى سرعة كافية للبقاء في مدار دائم حول الأرض، لذا يُطلق على هذا النوع من المسارات اسم «المسار تحت-مداري». تختلف السرعة القصوى للصواريخ البالستية حسب مداها، فمثلاً يصل صاروخ فاو-2، الذي يبلغ مداه 320 كم، إلى سرعة قصوى تبلغ حوالي 1.6 كم/ث، بينما تصل سرعة الصواريخ العابرة للقارات الحديثة التي تبلغ مدتها حوالي 10,000 كم إلى 7 كم/ث. أما السرعة اللازمة لوضع جسم في مدار قمري فتبلغ نحو 8 كم/ث.

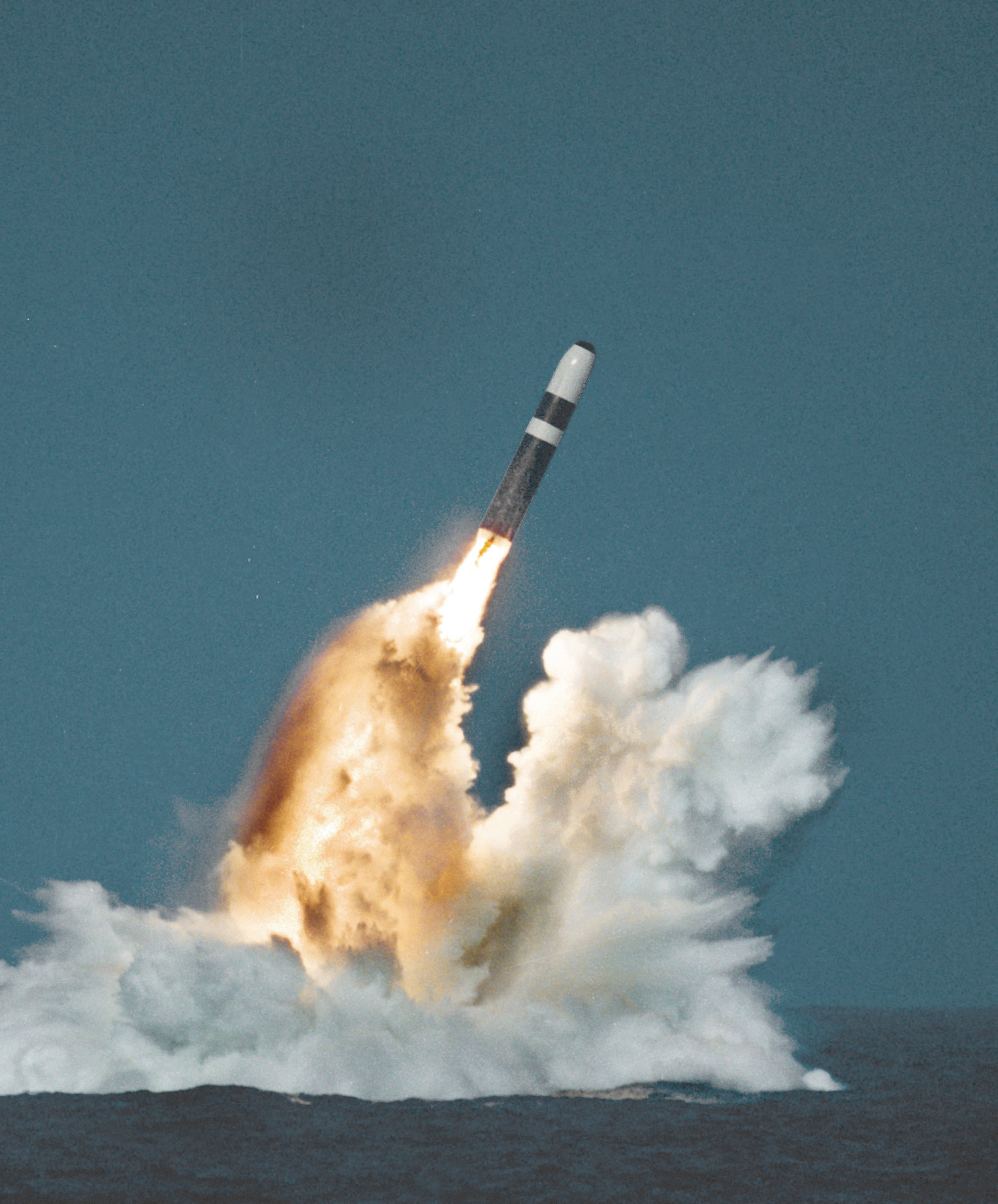
الصاروخ الأميركي ترايدنت 2 المُطلق من غوّاصة يخترق سطح البحر.
رغم ذلك، تصل الصواريخ البالستية إلى ارتفاعات عالية جدًا بسبب المسار الإهليجي الذي تسلكه؛ فالصواريخ الحديثة يمكن أن ترتفع حتى حوالي 1200 كم، أي أعلى بكثير من ارتفاع محطة الفضاء الدولية التي لا يتجاوز مسارها 350 كم.
ينقسم مسار الصاروخ البالستي إلى ثلاث مراحل رئيسية:
مرحلة الدفع: تبدأ هذه المرحلة عند تشغيل المحرك الأول وتستمر حتى استهلاك كامل الوقود، حيث يكتسب الصاروخ الطاقة الحركية اللازمة للوصول إلى الهدف. عادةً ما تكون هذه المرحلة قصيرة مقارنة بمدة الرحلة الكاملة.
مرحلة الطيران البالستي: تحدث هذه المرحلة في الفضاء وتمثل الجزء الأطول من الرحلة، خصوصًا في الصواريخ ذات المدى الطويل. بسبب غياب الدفع خلال هذه المرحلة، يكون مسار الصاروخ قد تحدد بالكامل في نهاية مرحلة الدفع.
مرحلة الدخول إلى الغلاف الجوي: تختلف هذه المرحلة بوجود احتكاك الهواء بالصاروخ، مما يبطئ سرعته ويجعله أقل استقرارًا بسبب الرياح والاضطرابات الجوية، كما يولد هذا الاحتكاك كمية هائلة من الحرارة.
توجد هذه المراحل الثلاث في مسارات جميع الصواريخ البالستية، سواء كانت قصيرة المدى أو عابرة للقارات، وتختلف مدة كل مرحلة حسب نوع الصاروخ. فعلى سبيل المثال، يقطع صاروخ فاو-2 مساره الكامل خلال 5 دقائق و30 ثانية، منها 60 ثانية فقط في مرحلة الدفع، ويرتفع إلى الفضاء لكنه يقضي معظم مساره داخل الغلاف الجوي. أما الصواريخ الحديثة فتطير لأكثر من 30 دقيقة، منها 3 دقائق في مرحلة الدفع ودقيقتان أثناء دخول الغلاف الجوي.

#### مراحل طيران الصّاروخ مينيتمان 3
بحلول عام 2009، أصبح صاروخ LGM-30 مينتمان III هو الصاروخ العابر للقارات الوحيد المُتمركز على الأرض والمُستخدم من قِبَل الولايات المتحدة. صُمم هذا الصاروخ في عام 1970، لكن تم تحديث العديد من أنظمته الحساسة منذ ذلك الحين. ويبلغ عدد الصواريخ من هذا النوع في الخدمة حاليًا حوالي 450 صاروخًا. يبلغ مدى هذا الصاروخ 10,000 كيلومتر، وقادر على حمل ثلاث رؤوس هيدروجينية، رغم أن عددها تم تقليله إلى رأس واحد فقط وفقًا لمعاهدة ستارت 2.

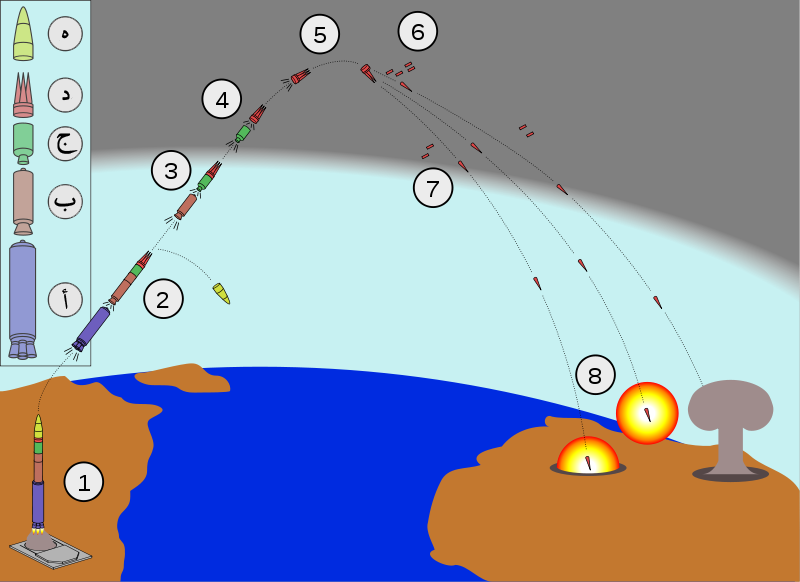
مراحل طيران الصاروخ مينوتمان 3

يتم تشغيل محرك الطابق الأول (أ) أثناء وجود الصاروخ داخل القاعدة، ويحميه غشاء خاص من الحرارة العالية المنبعثة من المحركات. خلال مرحلة دفع المحرك (أ)، يتم توجيه الصاروخ من خلال التحكم في زاوية فوهة المحرك. بعد مرور دقيقة، ينفد الوقود من هذا الطابق وينطفئ المحرك، ثم يُفصل الطابق الأول عن باقي الصاروخ عبر تفجير شحنات متفجرة تقطع الرابط بين الطابق الأول والثاني. بعد ذلك، يُشغل المحرك الثاني (ب) ليُسرّع الصاروخ، وبعد دقيقة أخرى ينفد وقوده وينطفئ، ويتم التخلص من هذا الطابق أيضًا. في النهاية، يُشغّل المحرك الثالث (ج) ليمنح الصاروخ الدفع النهائي، وبعد دقيقة واحدة ينفد وقوده ويتم فصله. تصل سرعة الصاروخ حينها إلى حوالي 7 كيلومترات في الثانية.
يواصل الطابق الأخير الحامل للحمولة طريقه نحو الهدف باتباع مسار بالستي دقيق. في هذه المرحلة، يكون الصاروخ قد اخترق الغلاف الجوي، مما يسمح له بنشر أضواء مموّهة تحجب مساره عن أنظمة الرادار المضادة وتشوّش على تتبعه.
بعد حوالي 30 دقيقة من الإقلاع، وقبل إعادة دخول الغلاف الجوي مباشرة، يقوم محرك صغير في الطابق العلوي بضبط المسار ويتخلص من معدات الدخول واحدة تلو الأخرى، بحيث لا يتبع أي منها مسارًا محددًا.
عند دخول معدات الدخول الغلاف الجوي، تُبطئ قوة الاحتكاك الهوائي سرعتها، وينتج عن ذلك حرارة عالية تُمتص وتُصرف بواسطة درع حراري يتبخر تدريجيًا.
قبل الاصطدام مباشرة، تُفعّل القنابل عبر نظام يتحقق من سير الصاروخ على المسار الصحيح. تُنفّذ التفجيرات على الأرض في حال استهداف مواقع محصنة كمنصات إطلاق الصواريخ، أو في الجو إذا كانت الأهداف منشآت مدنية أو غير محصنة.

### التنظيم حسب الطوابق
رغم أن استخدام صاروخ ذو طابق واحد قد يبدو أبسط، إلا أنه ليس بالكفاءة المطلوبة، إذ يجب أن يكون الصاروخ أثقل وأغلى ليؤدي نفس المهمة.
فكتلة الصاروخ تقل تدريجيًا مع استهلاك الوقود، لكن في الصواريخ ذات الطابق الواحد تبقى حاويات الوقود الفارغة ثابتة الوزن، ما يجعل المحرك مضطرًا لدفع وزن غير مفيد.
أما في الصواريخ متعددة الطوابق، فيعمل كل طابق حتى نفاد وقوده ثم يُتخلص منه، مما يقلل من الوزن الذي تحمله الطوابق المتبقية.
لكن لكل طابق محرّكه النفاث الخاص، وهذا يزيد من وزن الصاروخ عند الإقلاع بسبب تعدد الأنظمة، لذا يجب الموازنة بين زيادة وزن الإقلاع وتعزيز الأداء عبر التخلص من الوزن الزائد لاحقًا، ما يجعل تصميم الصواريخ متعددة الطوابق أكثر تعقيدًا.
في الواقع، معظم الصواريخ قصيرة ومتوسطة المدى تستخدم طابقًا واحدًا، بينما تستخدم الصواريخ طويلة المدى والعابرة للقارات بين طابقين وأربعة طوابق بأحجام متناقصة.
ولا يشترط أن تكون الطوابق متراكبة فوق بعضها، مما يتيح استخدام محرّك طابق ما دون انتظار التخلص من الطابق السابق، لكن أغلب الصواريخ البالستية تعتمد الشكل المتراكب، وهو مريح لتركيبها في منصات إطلاق محصنة أو على القطارات والشاحنات. ويُعد صاروخ أر-7 الروسي، الذي يُعتبر الجد لصاروخ سويوز الحالي، استثناءً لهذا النمط.

### طابق المعدّات
تُجمع جميع المعدات اللازمة لتشغيل الصاروخ، مثل تلك المستخدمة في صواريخ إطلاق الأقمار الصناعية، في طابق يُعرف بـ«طابق المعدات» (Equipment bay). يشمل هذا الطابق أنظمة القيادة، والتوجيه، والتغذية الكهربائية، والقياسات عن بُعد، والتحكم في الحمولة، وغيرها. ويتم التحكم في هذه الأنظمة عادةً بواسطة حاسوب مدمج على متن الصاروخ.

## قائمة بأهمّ الصّواريخ البالستية
توضح هذه الجداول أهم أنواع الصواريخ الباليستية التي كانت مستخدمة أو لا تزال في الخدمة حول العالم. لم يتم تضمين جميع الموديلات المختلفة لكل نوع من الصواريخ، حيث تُعرض المواصفات المدرجة أدناه للموديل الأول الذي دخل الخدمة. في الجداول التالية، نستخدم البيانات التالية:
- البلد: الدولة التي صُمم فيها الصاروخ.
- سنة الخدمة: سنة دخول أول نموذج من هذا النوع من الصواريخ الخدمة.
- الرؤوس: عدد الرؤوس الحربية المنفصلة التي يحملها الصاروخ.
- الحمولة: القوة التفجيرية لكل رأس حربي، وتقاس بالنسبة للأسلحة النووية بآلاف الأطنان المكافئة لمادة التي إن تي (كيلوطن) أو ملايين الأطنان.
- الوزن: وزن الصاروخ عند الإطلاق، مع احتساب الوقود.
- الدفع: عدد مراحل الدفع ونوع الوقود المستخدم في كل مرحلة؛ حيث يُرمز إلى الكيروسين والأكسجين السائل بـ«كير»، والوقود الهيبرغولي بـ«هايب»، والوقود الصلب بـ«صلب». بعض الصواريخ مزودة بمحرك إضافي لتوجيه الرؤوس داخل الغلاف الجوي، وهذا المحرك غير مبيّن في الجدول.
- المدى: أقصى مسافة يمكن للصاروخ قطعها.
- الدقة: نصف قطر دائرة محيطها مركز الهدف، حيث تسقط نصف الصواريخ ضمن هذا النطاق.
- الإطلاق: نوع منصة الإطلاق؛ إذا كانت متحركة فهي تطلق من شاحنة أو قطار، وإذا كانت بحرية فمن سطح البحر أو من غواصة.

نظراً لحساسية المعلومات المتعلقة بهذا النوع من الأسلحة، قد تفتقر القيم الواردة في هذا الجدول إلى بعض الدقة.

### استراتيجيّة أرض-أرض
| الاسم المحلّي         | رمز الأطلسي          | البلد             | سنة الخدمة | رؤوس      | حمولة                 | وزن    | دفع              | المدى     | الدّقّة     | إطلاق       |
| -------------------- | -------------------- | ----------------- | ---------- | --------- | --------------------- | ------ | ---------------- | --------- | --------- | ----------- |
| R-7                  | SS-6 Sapwood         | الاتحاد السوفييتي | 1957       | 1         | 2.9 ميجاطن            | 265 طن | كير وكير         | 8000 كم   | 3700 م    | برج         |
| آس أم-65 أطلس ‏       | آس أم-65 أطلس ‏       | الولايات المتّحدة  | 1959       | 1         | 1.4 ميجاطن            | 121 طن | كير              | 11000 كم  | 3700 م    | برج ومنصّة   |
| R-16                 | SS-7 Saddler         | الاتحاد السوفييتي | 1961       | 1         | 5 ميجاطن              | 140 طن | هايب وهايب       | 11000 كم  | 2700 m    | برج ومنصّة   |
| تيتان1               | تيتان1               | الولايات المتّحدة  | 1961       | 1         | 4 ميجاطن              | 100 طن | كير وكير         | 10000 كم  | 1400 م    | منصّة        |
| ال جي ام 30 مينتمان  | ال جي ام 30 مينتمان  | الولايات المتّحدة  | 1962       | 1         | 1.2 ميجاطن            | 29 طن  | صلب، صلب، صلب    | 10000 كم  | 2400 م    | منصّة        |
| R-9                  | SS-8 Sasin           | الاتحاد السوفييتي | 1964       | 1         | 2.3 ميجاطن            | 81 طن  | كير وكير         | 11000 كم  | 2000 م    | برج ومنصّة   |
| R-36                 | SS-9 Scarp           | الاتحاد السوفييتي | 1966       | 1         | 18–25 ميجاطن          | 210 طن | هايب وهايب       | 15 500 كم | 920 م     | منصّة        |
| UR-100               | SS-11 Sego           | الاتحاد السوفييتي | 1967       | 1         | 500 كيلوطن            | 42 طن  | هايب وهايب       | 11000 كم  | 1400 م    | منصّة        |
| RT-2                 | SS-13 Savage         | الاتحاد السوفييتي | 1968       | 1         | 1.5 ميجاطن            | 50 طن  | صلب، صلب، صلب    | 9 500 كم  | 2000 م    | منصّة        |
| RT-20P               | SS-15 Scrooge        | الاتحاد السوفييتي | 1969       | 1         | 500 كيلوطن            | 30 طن  | صلب وهايب        | 11000 كم  | 600 م     | متحرّك       |
| R-36                 | SS-9 Scarp MRV       | الاتحاد السوفييتي | 1970       | 3         | 2 ميجاطن              | 180 طن | هايب وهايب       | 12000 كم  | 1800 م    | منصّة        |
| ال جي ام 30 مينتمان  | ال جي ام 30 مينتمان  | الولايات المتّحدة  | 1971       | 3         | 170 كيلوطنّ            | 35 طن  | صلب، صلب، صلب    | 13000 كم  | 280 م     | منصّة        |
| أريحا I              |                      | إسرائيل           | 1971       | غير متوفّر | غير متوفّر             | 6.5 طن | صلب، صلب         | 500 كم    | 1000 م    | برج         |
| DF-3A                | CSS-2                | الصّين             | 1973       | 1-3       | 3 ميجاطن (رأس واحدة)  | 64 طن  | هايب             | 2800 كم   | 1000 م    | منصّة        |
| RS-20                | SS-18 Satan          | الاتحاد السوفييتي | 1974       | 1 إلى 10  | 11 ميجاطن (رأس واحدة) | 210 طن | هايب وهايب       | 11 200 كم | 400 م     | منصّة        |
| UR-100MR             | SS-17 Spanker        | الاتحاد السوفييتي | 1975       | 1         | 3.5–6 ميجاطن          | 71 طن  | هايب وهايب       | 10 100 كم | 420 م     | منصّة        |
| UR-100N              | SS-19 Stiletto       | الاتحاد السوفييتي | 1975       | 6         | 650 كيلوطن            | 105 طن | هايب، هايب، هايب | 9 700 كم  | 350 م     | منصّة        |
| RT-21                | SS-16 Sinner         | الاتحاد السوفييتي | 1976       | 1         | 1–1.5 ميجاطن          | 44 طن  | صلب، صلب، صلب    | 10 500 كم | 450 م     | متحرّك       |
| S3                   |                      | فرنسا             | 1980       | 1         | 1.2 ميجاطن            | 25 طن  | صلب، صلب         | 3500 كم   | غير متوفّر | منصّة        |
| DF-5                 | CSS-4                | الصّين             | 1981       | 1         | 2 ميجاطن              | 183 طن | هايب، هايب، هايب | 12000 كم  | 500 م     | منصّة        |
| RT-2PM               | SS-25 Sickle         | الاتحاد السوفييتي | 1985       | 1         | 550 كيلوطن            | 45 طن  | صلب، صلب، صلب    | 10 500 كم | 150 م     | متحرّك ومنصّة |
| إل جي إم 118 بيسكيبر | إل جي إم 118 بيسكيبر | الولايات المتّحدة  | 1986       | 10        | 300 كيلوطن            | 88 طن  | صلب، صلب، صلب    | 9 600 كم  | 100 م     | منصّة        |
| أريحا II             |                      | إسرائيل           | 1986       | غير متوفّر | غير متوفّر             | 26 طن  | صلب وصلب         | 3500 كم   | غير متوفّر | برج         |
| RT-23                | SS-24 Scalpel        | الاتحاد السوفييتي | 1987       | 10        | 400 كيلوطن            | 104 طن | صلب، صلب، صلب    | 10000 كم  | 150 م     | متحرّك ومنصّة |
| RT-2UTTH             | SS-27 Topol-M        | روسيا             | 1997       | 1         | 550 كيلوطن            | 47 طن  | صلب، صلب، صلب    | 11000 كم  | 350 م     | متحرّك ومنصّة |
| DF-31                | CSS-9                | الصّين             | 2000       | 1         | 1 ميجاطنّ              | 42 طن  | صلب، صلب، صلب    | 8000 كم   | 300 م     | متحرّك       |

### استراتيجيّة بحر-أرض
| الاسم المحلّي           | اسم الأطلسي            | البلد                      | سنة الخدمة | رؤوس | حمولة          | وزن   | دفع              | المدى    | الدّقّة     | إطلاق     |
| ---------------------- | ---------------------- | -------------------------- | ---------- | ---- | -------------- | ----- | ---------------- | -------- | --------- | --------- |
| يو جي إم-27 بولاريس    | يو جي إم-27 بولاريس    | الولايات المتّحدة وبريطانيا | 1960       | 1    | 600 كيلوطنّ     | 13 طن | صلب وصلب         | 1850 كم  | 1800 م    | تحت السّطح |
| R-13                   | SS-N-4 Sark            | الاتحاد السوفييتي          | 1961       | 1    | 1 ميجاطنّ       | 14 طن | هايب             | 600 كم   | 1800 م    | سطح       |
| R-21                   | SS-N-5 Sark            | الاتحاد السوفييتي          | 1963       | 1    | 1 ميجاطنّ       | 19 طن | هايب             | 1400 كم  | 1800 م    | سطح       |
| R-27                   | SS-N-6 Serb            | الاتحاد السوفييتي          | 1969       | 1    | 1 ميجاطنّ       | 14 طن | هايب             | 2400 كم  | 1100 م    | تحت السّطح |
| M-1                    |                        | فرنسا                      | 1971       | 1    | 1 ميجاطنّ       | 20 طن | صلب وصلب         | 3000 كم  | غير متوفّر | تحت السّطح |
| يو جي إم-73 بوسيدون    | يو جي إم-73 بوسيدون    | الولايات المتّحدة           | 1972       | 10   | 50 كيلوطنّ      | 30 طن | صلب وصلب         | 4600 كم  | 550 م     | تحت السّطح |
| R-29                   | SS-N-8 Sawfly          | الاتحاد السوفييتي          | 1974       | 1    | 1–1.5 ميجاطنّ   | 33 طن | هايب وهايب       | 7800 كم  | 900 م     | تحت السّطح |
| M-20                   |                        | فرنسا                      | 1977       | 1    | 1.2 ميجاطنّ     | 20 طن | صلب وصلب         | 3000 كم  | 1000 م    | تحت السّطح |
| UGM-96 Trident I       | UGM-96 Trident I       | الولايات المتّحدة           | 1979       | 8    | 100 كيلوطنّ     | 33 طن | صلب، صلب، صلب    | 7400 كم  | 380 م     | تحت السّطح |
| R-29R                  | SS-N-18 Stingray       | الاتحاد السوفييتي          | 1979       | 7    | 100 كيلوطنّ     | 35 طن | هايب وهايب       | 6500 كم  | 900 م     | تحت السّطح |
| R-39                   | SS-N-20 Sturgeon       | الاتحاد السوفييتي          | 1983       | 10   | 100 كيلوطنّ     | 90 طن | هايب، هايب، هايب | 8250 كم  | 500 م     | تحت السّطح |
| M-4                    |                        | فرنسا                      | 1985       | 6    | 150 كيلوطنّ     | 35 طن | صلب، صلب وصلب    | 4000 كم  | 500 م     | تحت السّطح |
| R-29RM                 | SS-N-23 Skiff          | الاتحاد السوفييتي          | 1986       | 4    | 100 كيلوطنّ     | 40 طن | هايب وهايب       | 8300 كم  | 500 م     | تحت السّطح |
| JL-1                   | CSS-N-3                | الصّين                      | 1988       | 1    | 200–300 كيلوطنّ | 15 طن | صلب وصلب         | 1700 كم  | 300 م     | تحت السّطح |
| يو جي إم-133 ترايدنت 2 | يو جي إم-133 ترايدنت 2 | الولايات المتّحدة وبريطانيا | 1990       | 6    | 300–475 كيلوطنّ | 59 طن | صلب، صلب، صلب    | 11000 كم | 120 م     | تحت السّطح |
| M-45                   |                        | فرنسا                      | 1997       | 6    | 110 كيلوطنّ     | 35 طن | صلب، صلب، صلب    | 6000 كم  | 350 م     | تحت السّطح |
| M-51                   |                        | فرنسا                      | 2010       | 10   | 100 كيلوطنّ     | 56 طن | صلب، صلب، صلب    | 8000 كم  | 200 م     | تحت السّطح |

### تكتيكية
لم تستغرق سوى خمسين عاماً لتحقق الصواريخ تحسناً في الدقة يصل إلى خمسين ضعفاً، ولتتضاعف مداها بنفس النسبة، بحيث أصبح هامش الخطأ يُقدَّر بعشرات الأمتار فقط، وهو ما يُعتبر خطأً نظرياً.
| الاسم المحلّي       | اسم الأطلسي        | البلد             | سنة الخدمة | حمولة                    | وزن    | دفع  | المدى  | الدّقّة | إطلاق        |
| ------------------ | ------------------ | ----------------- | ---------- | ------------------------ | ------ | ---- | ------ | ----- | ------------ |
| V-2                |                    | ألمانيا           | 1944       | 738 كغ (متّفق عليه)       | 13 طنّ  | كحول | 320 كم | 17 كم | برج          |
| بي جي إم-11 ردستون | بي جي إم-11 ردستون | الولايات المتّحدة  | 1958       | 500 كيلوطنّ أو 3.5 ميجاطنّ | 28 طن  | كحول | 320 كم | 300 م | متحرّك        |
| R-11FM             | SS-1B Scud-A       | الاتحاد السوفييتي | 1959       | 100–500 كيلوطنّ           | 5.6 طن | كير  | 150 كم | 4 كم  | برج أو متحرّك |
| Pluton             |                    | فرنسا             | 1974       | 20 كيلوطنّ                | 2.4 طن | صلب  | 120 كم | 150 م | متحرّك        |
| هادس               |                    | فرنسا             | 1991       | 80 كيلوطنّ                | 1.8 طن | صلب  | 480 كم | 150 م | متحرّك        |

### تطوّر الصّواريخ التكتيكيّة في الحرب الباردة
فككت جميع هذه الصواريخ (أرض-أرض للجّيش الأمريكي ذات الرّأس النوويّة) بموجب المعاهدة الخاصة بالأسلحة النووية متوسطة المدى، التي حظرت امتلاك الصواريخ التي يتراوح مداها بين 500 و5500 كيلومتر. وقد وقعت هذه المعاهدة بين الولايات المتحدة والاتحاد السوفييتي في 8 ديسمبر 1987، في أعقاب أزمة الصواريخ.
| الاسم       | تاريخ دخول الخدمة | المدى (كم) | الخطأ الدائري المحتمل (م) | السّرعة  | حمولة نوويّة |
| ----------- | ----------------- | ---------- | ------------------------- | ------- | ----------- |
| Honest John | 1954              | 5 - 38     | 1 800                     | ماك 1.5 | 1 - 20      |
| Pershing I  | 1962              | 185 -741   | 450                       | ماك 8   | 60 - 400    |
| Lance       | 1972              | 5 - 125    | 150 - 375                 | ماك 3   | 1 - 150     |
| Pershing II | 1983              | 150 - 1800 | 20 - 45                   | ماك 8   | 5 - 50      |

## اقرأ أيضا
- صاروخ هادس

## روابط خارجيّة
- (بالإنجليزية)  بي دي إف  تاريخ صواريخ القوات الجويّة الأمريكيّة البالستيّة